# اصل ارشمیدس

نیروهای وارد بر یک جسم شناور

اصل ارشمیدس اصلی در فیزیک است که بیان می‌کند نیروی شناوری رو به بالای وارد بر جسمی که در یک مایع (یا گاز) فرو می‌رود، با وزن مقداری از مایع که بر اثر فرورفتن جسم جابه‌جا شده است برابر است. برای بهتر فهمیدن آن به مثال زیر توجه کنید :
برای مثال اگر ظرفی را لب به لب پر از آب کنید و یک سنگ را در آن بیندازید وزن آبی که از ظرف خارج می شود برابر با نیروی شناوری است که از ظرف شاره (آب) به جسم وارد می‌شود.
این اصل نخستین بار توسط ریاضی‌دان و مخترع یونانی ارشمیدس مطرح شد. نیروی شناوری ایجادشده از اثرات جانبی نیروی گرانش است.